# Lord szambelan
Lord szambelan (ang. Lord Chamberlain of the Household) – jeden z urzędników dworu królewskiego w Wielkiej Brytanii, należący do wielkich urzędników państwowych, zajmujący się organizacją dworu królewskiego i jego funkcjonowaniem. Do 1968 zajmował się ponadto cenzurą przedstawień teatralnych. Lordem szambelanem zawsze jest par i członek Tajnej Rady.
W Polsce odpowiednikiem lorda szambelana był marszałek nadworny koronny.

## Lista lordów szambelanów
- 1485–1508: William Stanley(inne języki)
- 1508–1526: Charles Somerset, 1. hrabia Worcester
- 1526–1530: William FitzAlan, 18. hrabia Arundel
- 1530–1535: William Sandys, 1. baron Sandys of the Vyne
- 1535–1550: William Paulet, 1. baron St John of Basing
- 1550–1551: Thomas Wentworth, 2. baron Wentworth
- 1551–1553: Thomas d’Arcy, 1. baron Darcy of Cliche
- 1553–1557: John Williams, 1. baron Williams de Thame
- 1557–1572: William Howard, 1. baron Howard of Effingham
- 1572–1585: Thomas Radclyffe, 3. hrabia Sussex
- 1585–1596: Henryk Carey, 1. baron Hunsdon
- 1596–1597: William Brooke, 10. baron Cobham
- 1597–1603: George Carey, 2. baron Hunsdon
- 1603–1613: Thomas Howard, 1. hrabia Suffolk
- 1613–1615: Robert Carr, 1. hrabia Somersetu
- 1615–1625: William Herbert, 3. hrabia Pembroke
- 1625–1641: Philip Herbert, 1. hrabia Montgomery
- 1641–1642: Robert Devereux, 3. hrabia Essex
- 1642–1649: Edward Sackville, 4. hrabia Dorset

W latach 1649–1660 urząd lorda szambelana był nieobsadzony, z powodu wprowadzenia ustroju republikańskiego.

- 1660–1671: Edward Montagu, 2. hrabia Manchester
- 1671–1674: Henry Jermyn, 1. hrabia St Albans
- 1674–1685: Henry Bennet, 1. hrabia Arlington
- 1685–1685: Robert Bruce, 1. hrabia Ailesbury
- 1685–1686: Thomas Bruce, 2. hrabia Ailesbury
- 1686–1688: John Sheffield, 3. hrabia Mulgrave
- 1689–1697: Charles Sackville, 6. hrabia Dorset
- 1697–1697: Robert Spencer, 2. hrabia Sunderland

W latach 1697–1699 urząd lorda szambelana był nieobsadzony, gdyż król Wilhelm III Orański nie uznał rezygnacji hrabiego Sunderland.

- 1699–1700: Charles Talbot, 1. książę Shrewsbury
- 1700–1704: Edward Villiers, 1. hrabia Jersey
- 1704–1710: Henry Grey, 1. markiz Kentu
- 1710–1715: Charles Talbot, 1. książę Shrewsbury
- 1715–1717: Charles Paulet, 2. książę Bolton
- 1717–1724: Thomas Pelham-Holles, 1. książę Newcastle
- 1724–1757: Charles FitzRoy, 2. książę Grafton
- 1757–1762: William Cavendish, 4. książę Devonshire
- 1762–1763: George Spencer, 4. książę Marlborough
- 1763–1765: Granville Leveson-Gower, 2. hrabia Gower
- 1765–1766: William Bentinck, 3. książę Portland
- 1766–1782: Francis Seymour-Conway, 1. hrabia Hertford
- 1782–1783: George Montagu, 4. książę Manchester
- 1783–1783: Francis Seymour-Conway, 1. hrabia Hertford
- 1783–1804: James Cecil, 1. markiz Salisbury
- 1804–1810: George Legge, 3. hrabia Dartmouth

W latach 1810–1812 urząd lorda szambelana był nieobsadzony.

- 1812–1821: Francis Seymour-Conway, 2. markiz Hertford
- 1821–1827: James Graham, 3. książę Montrose
- 1827–1828: William Spencer-Cavendish, 6. książę Devonshire
- 1828–1830: James Graham, 3. książę Montrose
- 1830–1830: George Child-Villiers, 5. hrabia Jersey
- 1830–1834: William Spencer-Cavendish, 6. książę Devonshire
- 1834–1835: George Child-Villiers, 5. hrabia Jersey
- 1835–1835: Richard Wellesley, 1. markiz Wellesley
- 1835–1839: Francis Conyngham, 2. markiz Conyngham
- 1839–1841: Henry Paget, hrabia Uxbridge
- 1841–1846: George Sackville-West, 5. hrabia De La Warr
- 1846–1848: Frederick Spencer, 4. hrabia Spencer
- 1848–1852: John Campbell, 2. markiz Breadalbane
- 1852–1852: Brownlow Cecil, 2. markiz Exeter
- 1853–1858: John Campbell, 2. markiz Breadalbane
- 1858–1859: George Sackville-West, 5. hrabia De La Warr
- 1859–1866: John Townshend, 3. wicehrabia Sydney
- 1866–1868: Orlando Bridgeman, 3. hrabia Bradford
- 1868–1874: John Townshend, 3. wicehrabia Sydney
- 1874–1879: Francis Seymour, 5. markiz Hertford
- 1879–1880: William Edgcumbe, 4. hrabia Mount Edgcumbe
- 1880–1885: Valentine Browne, 4. hrabia Kenmare
- 1885–1886: Edward Bootle-Wilbraham, 1. hrabia Lathom
- 1886–1886: Valentine Browne, 4. hrabia Kenmare
- 1886–1892: Edward Bootle-Wilbraham, 1. hrabia Lathom
- 1892–1895: Robert Wynn Carrington, 3. baron Carrington
- 1895–1898: Edward Bootle-Wilbraham, 1. hrabia Lathom
- 1898–1900: John Hope, 7. hrabia Hopetoun
- 1900–1905: Edward Villiers, 5. hrabia Clarendon
- 1905–1912: Charles Spencer, 6. hrabia Spencer
- 1912–1921: William Mansfield, 1. wicehrabia Sandhurst
- 1921–1922: John Stewart-Murray, 8. książę Atholl
- 1922–1938: Rowland Baring, 2. hrabia Cromer
- 1938–1952: George Villiers, 6. hrabia Clarendon
- 1952–1963: Lawrence Lumley, 11. hrabia Scarbrough
- 1963–1971: Cameron Cobbold, 1. baron Cobbold
- 1971–1984: Charles Maclean of Duart, baron Maclean
- 1984–1997: David Ogilvy, 13. hrabia Airlie
- 1998–2000: Ralph Stonor, 7. baron Camoys
- 2000–2006: Richard Luce, baron Luce
- 2006–2021: William Peel, 3. hrabia Peel
- 2021–2022: Andrew Parker